# パラサイト (鉱物)
パラサイト（英: Pallasite）は、ドイツの学者ペーター・ジーモン・パラスによって発見された、石鉄隕石のうち岩石質部分の大部分が橄欖石で出来た種類をいう。

## 概要
表面はオリビン構造と鉄・ニッケルで構成されている。非常に貴重で、全隕石のおよそ１%という低確率で飛来する。日本には1898年「在所隕石」として高知県に落下した。

## [1]関連項目
- クラスノヤルスク隕石
- 橄欖石
- 石鉄隕石
- オリビン構造
- 六方密充填気泡骨格